# Бос (Маєн-Кобленц)
Бос (нім. Boos) — громада в Німеччині, розташована в землі Рейнланд-Пфальц. Входить до складу району Маєн-Кобленц. Складова частина об'єднання громад Фордерайфель.
Площа — 10,38 км2. Населення становить 602 ос. (станом на 31 грудня 2020).